# Dwór w Montowie
Dwór w Montowie – zabytkowy dwór wybudowany na miejscu domu mieszkalnego około 1870 w miejscowości Montowo.
Parterowy dwór kryty dachem dwuspadowym; wejście w piętrowym ryzalicie ze szczytem (frontonem), zwieńczonym dachem dwuspadowym. Do korpusu przy północno-zachodnim rogu przylega trzypiętrowa wieża, zbudowana na planie kwadratu i prostopadle parterowa oficyna pełniącą funkcję rządcówki, kryta płaskim dachem dwuspadowym.
Dwór jest częścią zespołu dworskiego z XIX w. w skład którego wchodzą: oficyną (skrzydło dworu), park krajobrazowy i spichrz w folwarku, znajdującym się w zachodniej części zespołu.